# Мовавика Видео
Мовавика Видео — программа для монтажа и обработки видео, разработанная российской компаний «Мовавика» для операционных систем Windows и Mac OS.

## Версии видеоредакторов
Первая версия «Мовавика Видео» была выпущена 14 октября 2024 года. В обновлённой версии 25.0.0 оптимизированы процессы экспорта, усилена стабильность и скорость работы видеоредактора; добавлена возможность смотреть эффекты в библиотеке и клипы на временной шкале в режиме реального времени; расширена коллекция встроенных бесплатных эффектов; внедрены автосубтитры на русском и других языках. Тестирование на Windows и macOS показало, что в большинстве случаев автоматические субтитры в «Мовавика Видео» работают быстрее и точнее, чем в зарубежных аналогах.

## Системные требования
- Операционная система: от Windows 7 или macOS 11 и их более новые версии.
- Процессор: Intel, AMD или X86-совместимый процессор с частотой от 1.5 ГГц.
- Оперативная память: 2 ГБ.
- Графический процессор: совместимость с OpenGL 2.0.
- Свободное место на диске: от 600 МБ (Windows) и 800 МБ (Mac) для установки, от 1350 МБ для работы программы[5].

## Возможности
- Базовые функции видеомонтажа (обрезка, склейка, кадрирование и др.);
- Инструменты для работы с аудио (регулирование громкости, улучшение звука, звуковые эффекты и др.);
- Цветокоррекция (настройки насыщенности, яркости, контрастности и т. д.) и фильтры;
- Автосубтитры — функция с высокой точностью распознает русскую речь, обрабатывает её и преобразует в текст.
- Библиотека встроенных эффектов (титры, переходы, заставки, музыка, фоны и др.);
- ИИ-инструменты (удаление шума, умное удаление и замена фона, отслеживание движения);
- Стабилизация видео, позволяющая убрать тряску при съемке в движении;
- Импорт и экспорт файлов в большом количестве форматов[1][4][5][6][7].

## Преимущества и недостатки

### Преимущества
- содержит инструменты для редактирования видео, звука и фото;
- подходит для быстрого монтажа;
- позволяет работать с видео высокого разрешения;
- имеет инструменты на базе ИИ;
- есть встроенный гид и подсказки[5].

### Недостатки
- рассчитана на любителей и начинающих пользователей, из-за чего возможности тонкой настройки параметров (например, в области цветокоррекции, настройке хромакея или стабилизации) ограничены по сравнению с профессиональными программами;
- в отличие от профессиональных видеоредакторов, программа не поддерживает сторонние плагины;
- большинство функций, таких как расширенные эффекты и конвертер, требуют подписки[5].